# Der Unfisch
Der Unfisch ist ein 1996 gedrehter österreichischer Fantasy-Spielfilm in Gestalt eines phantastisch-surrealen Erwachsenenmärchens. Unter der Regie von Robert Dornhelm spielt Maria Schrader die Hauptrolle.

## Handlung
Der Schausteller Roberto fährt mit einem präparierten Wal, seinem Highlight auf jedem Jahrmarktsrummel, durch die österreichische Berglandschaft. In einem abgelegenen Tiroler Dorf angelangt, stirbt Roberto und hinterlässt sein übergroßes Unikum, den titelgebenden Unfisch, dem Dorf. Als eines Tages die schwarzgelockte Sophie Moor, die Nichte des Verblichenen, auftaucht und für sich beansprucht, die Erbin des Meeressäugers zu sein, zieht zugleich ein Geheimnis von großer Magie in die beschauliche Abgeschiedenheit der Dörfler ein.
Marie besitzt nämlich ein großes, erotisches Geheimnis: Jeder Mann, der im Innern des komfortabel ausgestatteten Wals mit ihr den Liebesakt vollzieht, hat fortan einen Wunsch frei. Denn an diesem Ort walten magisch-amouröse Kräfte, die die Logik des Alltags vollkommen außer Kraft setzen. Bald beginnt die Dorfgemeinschaft ein großes Geschäft zu wittern. Dies geht eine Zeitlang gut, doch nach einer Zeit sprudelnder Einkünfte angesichts dieser sensationellen Attraktionen und der Erkenntnis, dass für jeden nur einmal der Sexwunsch erfüllt werden kann, drohen schließlich Egoismus, Gier und Maßlosigkeit die Gemeinschaft der Ortsansässigen zu zerstören. Der Bürgermeister greift ein und will dem haltlosen Treiben ein Ende bereiten.

## Produktionsnotizen
Der Unfisch, eine Film-Fernseh-Produktion, entstand im Sommer 1996 in Niederösterreich – Außendrehorte waren hauptsächlich die Gegend rund um den Schneeberg und Wiener Neustadt – sowie in den Studios der Terrafilm. Der Film erlebte seine Deutschlandpremiere auf der Berlinale am 19. Februar 1997. Der Unfisch startete in Österreich am 20. September 1997 und lief am 26. Februar 1998 in den deutschen Kinos an.

## Kritiken
In der Fachzeitschrift Cinema war zu lesen: „Was gehört in einen richtigen Heimatfilm? Berge, Edelweiß? Klar. Gemsen? Sicher. Eine zünftige Dirndl-Zenzi? Selbstredend. Und natürlich ein krachlederner Schorschi. Robert Dornhelm … weiß das, denn er kommt aus Österreich. Und weil er das weiß, hält er sich nicht dran. (…) Dornhelm hat diese absurd-surreale Story eigens von dem Drehbuch-Papst Syd Field auf ihre Verfilmbarkeit prüfen lassen. (…) Von uns jedenfalls bekommt die verquere Melange aus Märchen, Gebirgs-Epos und Satire nur unter Vorbehalt ein Jodel-Diplom“. Fazit: „Bergzauber ohne Magie“.
Im Lexikon des Internationalen Films heißt es: „Ein amüsant unterhaltsames Zaubermärchen, das im Gewand der 50er Jahre von der Unvereinbarkeit losgelöster Begierden handelt, dabei aber selbst den Bezug zur konkreten Wirklichkeit verliert.“
Auf kino.de heißt es: „Surreales Zaubermärchen; Heimatfilm und Gesellschaftssatire in einem (Wal).“